# Martin O'Donnell
Martin O'Donnell (nascido em 1 de maio de 1955) é um compositor americano mais conhecido por seu trabalho na desenvolvedora de jogos eletrônicos Bungie em séries como Myth, Oni, Halo e Destiny. Ele colaborou com seu colega musical Michael Salvatori em muitas das partituras; ele também dirigiu atuações de voz e design de som para a trilogia Halo. Ele foi o líder de áudio da Bungie até 11 de abril de 2014.
O'Donnell começou sua carreira musical escrevendo jingles de televisão e rádio, como o jingle das Flintstones Vitamins e compondo para estações de rádio e filmes. Ele mudou para a composição de jogos eletrônicos quando sua empresa, TotalAudio, fez o design de som para o título Riven de 1997. Depois de produzir a música para Myth II, a Bungie o contratou para trabalhar em seus outros projetos, incluindo Oni e o projeto que se tornaria Halo: Combat Evolved. O'Donnell acabou se juntando à equipe da Bungie apenas dez dias antes do estúdio ser comprado pela Microsoft, e seria diretor de áudio de todos os projetos dela até ser demitido.
A trilha sonora de O'Donnell para a trilogia Halo foi aclamada pela crítica, o que lhe rendeu vários prêmios, e o lançamento comercial da trilha sonora da música de Halo 2 foi a trilha sonora de jogo eletrônico mais vendida de todos os tempos nos Estados Unidos. Ele passou a compor as partituras de Halo 3 (2007), Halo 3: ODST (2009) e Halo: Reach (2010). Seu trabalho final para a Bungie foi compor músicas para o jogo eletrônico de 2014, Destiny que não foram usadas. Ele processou com sucesso a Bungie por despedi-lo da empresa devido a salários não pagos. Posteriormente, ele foi co-fundador da Highwire Games e compôs a trilha sonora do seu jogo de estreia em realidade virtual, Golem, lançado no final de 2019.

## Início da vida e carreira
O'Donnell descreve sua educação como "típica"; Ele recebeu aulas de piano e queria começar uma banda de rock quando chegou à escola secundária. Seu pai fez filmes enquanto sua mãe ensinava piano. Apesar de seu interesse em rock progressivo e fusion, ele estudou o componente clássico de música e composição no Wheaton College Conservatory of Music e recebeu seu Mestrado em Música em composição com honras da Universidade do Sul da Califórnia no início dos anos 80.
Depois de obter seu diploma, mudou-se para Chicago, onde ele esperava lecionar no American Conservatory of Music. O trabalho não saiu, e em vez disso ele trabalhou como um maquinista no negócio de cinema e televisão. O'Donnell começou sua carreira musical no campo depois que um de seus colegas que sabia de sua formação musical se aproximou dele para escrever para seu filme. Martin conversou com seu amigo Michael Salvatori, que tinha seu próprio estúdio de gravação, e se ofereceu para dividir os lucros do trabalho com ele; os dois se tornaram parceiros constantes.
Depois de completar uma trilha sonora e alguns comerciais, os dois decidiram largar seus trabalhos diurnos e produzir música em Chicago; eles fundaram uma produtora, a TotalAudio. O'Donnell compôs a música dos jingles para o Mr. Clean e Flintstones Vitamins. Depois de quinze anos compondo para comerciais de TV e rádio, ele decidiu que queria trabalhar em trilhas sonoras de jogos e seguir em frente com músicas comerciais. "Eu estava esperando encontrar algum outro meio que fosse novo e de ponta e meio que o Velho Oeste", lembrou ele.

## Jogos eletrônicos
Em 1993, Dick Staub, uma personalidade da rádio de Chicago e amigo dele, perguntou se seu filho de dezoito anos, Josh, poderia visitar o estúdio de O'Donnell, já que ele estava interessado em jogos de computador e áudio. Martin concordou e, ao conversar com Josh, soube que ele tinha amigos em Spokane, Washington, que estavam fazendo um jogo do qual O'Donnell nunca tinha ouvido falar, chamado Myst. Ao ouvir a música tema do jogo, O'Donnell percebeu que a indústria de jogos estava fazendo grandes progressos na criação de "músicas legítimas" que continham elementos dramáticos. Martin conheceu os desenvolvedores do jogo, incluindo os irmãos Rand e Robyn Miller, e foi contratado quatro anos depois como designer de som para a sequência de Myst, Riven. Entre os jogos que os desenvolvedores de Riven jogavam em seu tempo de inatividade estava um título chamado Marathon, criado pela Bungie, sediada em Chicago. Ao voltar para Chicago, O'Donnell enviou um email para um funcionário da Bungie e os procurou para um emprego.
A TotalAudio produziu a música para Myth: The Fallen Lords da Bungie no mesmo ano. Mais tarde, a empresa compôs a música para Septerra Core: Legacy of the Creator, da Valkyrie Studio, durante o qual ele conheceu Steve Downes, a quem ele recomendaria posteriormente como dublador do Master Chief. O'Donnell descreveu o trabalho em Septerra Core como sua tarefa mais difícil; durante a produção, o estúdio TotalAudio foi totalmente queimado e Martin teve que ser içado através de uma janela para poupar cerca de 20 horas de gravação.
Logo depois de produzir a música para Myth II, a Bungie contratou O'Donnell para vários outros projetos, incluindo o jogo em terceira pessoa Oni. Em 1999, a desenvolvedora queria renegociar os contratos para Oni, e as negociações resultaram em sua participação na equipe, apenas dez dias antes de a empresa ser comprada pela Microsoft. Ele era um dos poucos funcionários que permaneciam trabalhando na empresa desde então, até a sua demissão em abril de 2014. Enquanto O'Donnell trabalhava na Bungie, Salvatori lidava com o lado comercial da TotalAudio.

## SérieHalo
Depois de produzir a música para Oni, O'Donnell foi encarregado de compor a música para o próximo projeto da Bungie, que seria revelado na E3 2000. Depois de conversar com Joseph Staten, Martin decidiu que a música precisava ser "grande, excitante e incomum, com um toque de orquestra clássica para lhe dar algum peso e estatura. Nós também queríamos que tivesse algum tipo de 'antigo'." Ele teve a ideia de abrir a peça com um canto gregoriano e anotou a melodia em seu carro. Como ele não sabia quanto tempo demoraria a apresentação, ele criou seções de abertura e fechamento "suntuosas" que podiam ser expandidas ou cortadas conforme o tempo necessário para fazer o backup de uma seção intermediária rítmica. A música foi gravada e enviada para Nova York na mesma noite em que a peça estava terminada; a música resultante se tornou a base para o som de assinatura "altamente reconhecível" da série Halo, e o que tem sido chamado de um dos temas de jogo eletrônico mais conhecidos. O uso do canto no tema principal foi creditado como contribuindo para o interesse popular no gênero. A música de Halo utiliza um motor interativo para mudar a música em resposta às ações do jogador; este método não linear, desde então, se generalizou. As composições de Halo e sua sequência Halo 2 acumularam prêmios como o Game Developer's Choice Award e Melhor Trilha Sonora Original na Rolling Stone.
A música para Halo 3 continha refinamentos e revisões de temas anteriores ouvidos na série, como O'Donnell enfatizou a importância de usar motivos anteriores na última parte da trilogia; o compositor queria "apagar" os sons épicos do primeiro jogo. Ele também introduziu um tema distinto de piano que nunca havia sido ouvido antes, e fez sua primeira aparição no teaser do anúncio de Halo 3. Em uma entrevista, Martin afirmou que sempre abordou a música do teclado, e que na Electronic Entertainment Expo - onde o trailer seria exibido pela primeira vez - ele tinha a sensação de que "nenhum outro anúncio começaria com um piano." O'Donnell planejou compor a música "no último minuto", dizendo que ele não tinha intenção de produzir uma grande quantidade de música que nunca seria usada. "Isso deixa todos loucos, mas funcionou para mim no passado e funciona para o jogo da melhor maneira. Escrever música antes do final simplesmente não funciona para mim", disse ele.
Para Halo 3: ODST, uma expansão planejada para Halo 3 que se tornou um jogo completo, O'Donnell e Salvatori abandonaram todos os temas anteriores de Halo e começaram de novo. Devido à mudança de ODST para um novo protagonista, Martin criou uma nova música que evocava o passado de Halo, mas se ramificava em uma direção diferente. Como a Bungie pretendia ter uma história menor e no estilo detetive, ele achou que uma abordagem influenciada pelo jazz funcionava melhor ao ecoar uma atmosfera de film noir.
Ao criar a música para Halo: Reach, uma pré-sequência de Combat Evolved, O'Donnell queria criar música com uma sensação "mais corajosa" por causa da natureza sombria da história. Reach foi o último projeto Halo da Bungie. Martin disse que a perspectiva de escrever novas músicas é um desafio e um alívio para se afastar dos temas icônicos de Halo.
Em 2015, a música da série Halo foi votada pelos ouvintes no Hall da Fama da Classic FM pela primeira vez, alcançando a posição 244.

## Destinye pós-Bungie

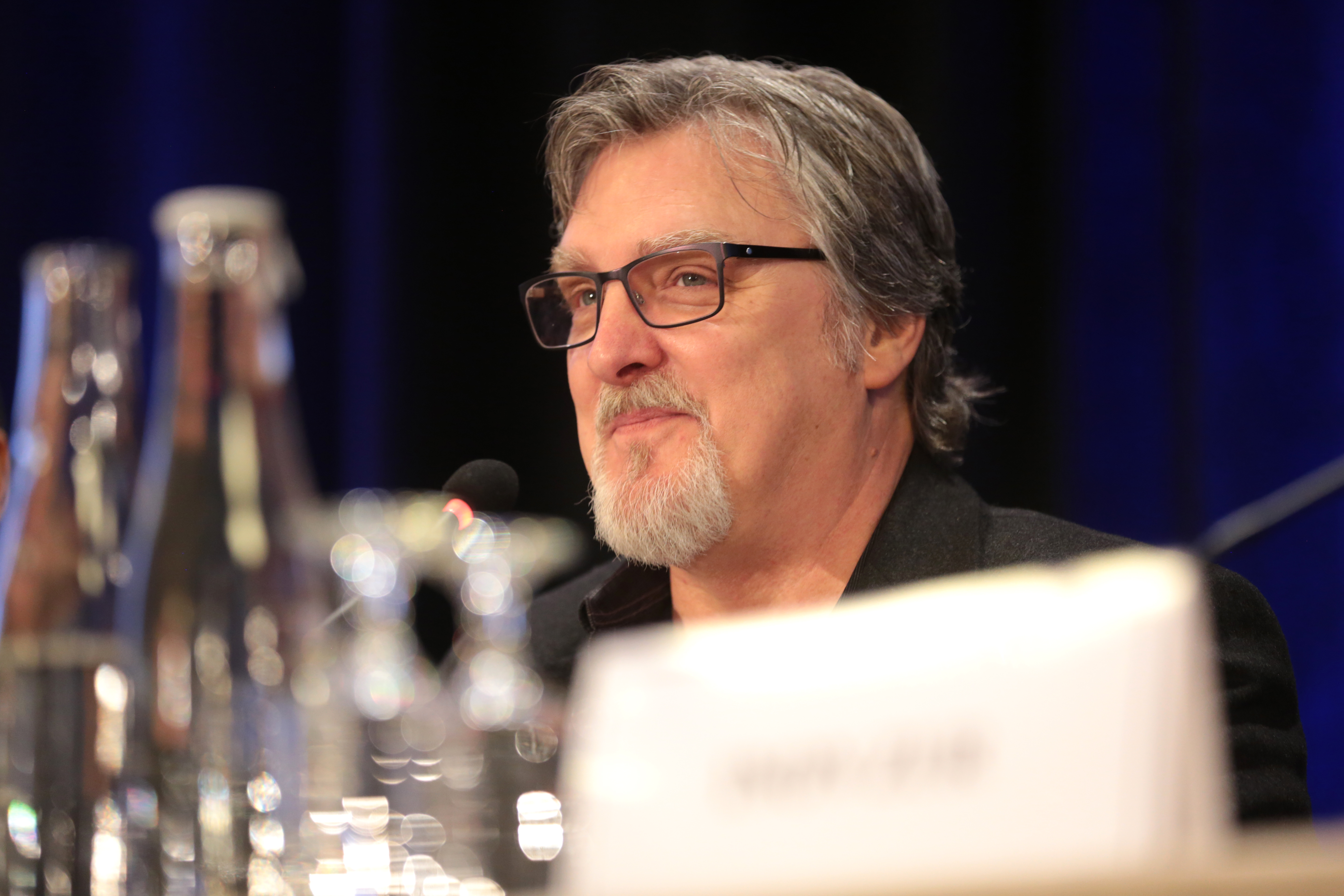
O'Donnell no PAX West em 2018.

Em 2013, O'Donnell iniciou a composição de uma suíte sinfônica de oito movimentos intitulada Music of the Spheres. Colaborando com Paul McCartney, assim como com Michael Salvatori e C. Paul Johnson, a sinfonia continha música para ser implementada no jogo eletrônico de 2014, Destiny, bem como quaisquer futuros lançamentos da franquia. Em 11 de abril de 2014, Martin anunciou via Twitter que ele havia sido demitido da Bungie "sem motivo". Em junho de 2014, ele entrou com uma ação contra o presidente da Bungie, Harold Ryan, alegando que ele foi demitido sem justa causa e que Ryan reteve o pagamento das férias e do período sabático. Em uma resposta apresentada no Tribunal Superior de Washington, Ryan negou irregularidades. A ação foi resolvida em junho de 2014, com decisão final de arbitragem, decidida em 4 de setembro de 2015, na qual o tribunal declarou que "[...] A Bungie violou o dever de boa-fé e de negociação justa quando causou o fechamento das ações de O'Donnell e lhe negou qualquer participação no Plano de Participação nos Lucros". Nos prêmios D.I.C.E. de 2015, Destiny foi premiado com Outstanding Achievement in Original Music Composition e Outstanding Achievement in Sound Design.
Em 2015, Martin fundou o estúdio de desenvolvimento de jogos eletrônicos Highwire Games. Ele trabalhou na trilha sonora de seu jogo de estreia Golem, um jogo de realidade virtual lançado em 15 de novembro de 2019. Um álbum musical para o jogo, Echoes of the First Dreamer (The Musical Prequel to Golem) foi lançado pela gravadora de jogos eletrônicos Materia Collective.

## Projetos musicais selecionados para jogos eletrônicos

### Anos 90
- 1997: Myth: The Fallen Lords (por Bungie) - Co-compositor com Michael Salvatori e Paul Heitsch[34]
- 1998: Myth II: Soulblighter (por Bungie) - Co-compositor com Michael Salvatori via TotalAudio[35]

### Anos 2000
- 2001: Oni (por Bungie) - Líder de música e som[36]
- 2002: Halo: Combat Evolved (por Bungie, publicado pela Microsoft Game Studios) - Co-compositor com Michael Salvatori via TotalAudio[37]
- 2004: Halo 2 (por Bungie, publicado pela Microsoft Game Studios) - Co-compositor com Michael Salvatori via TotalAudio[38]
- 2009: Halo 3 (por Bungie, publicado pela Microsoft Game Studios) - Co-compositor com Michael Salvatori via TotalAudio, C. Paul Johnson, Stan LePard, Ivan Ives[39]

### Anos 2010
- 2010: Halo: Reach (por Bungie, publicado pela Microsoft Game Studios) - Co-compositor com Michael Salvatori via TotalAudio, C. Paul Johnson, Stan LePard, Ivan Ives[40]
- 2014: Destiny Original Soundtrack - Co-compositor com Michael Salvatori, Paul Johnson, Paul McCartney, Skye Lewin, Stan LePard[41]
- 2014: Destiny: Music of the Spheres - Co-compositor com Michael Salvatori e Paul McCartney[42]
- 2017: Echoes of the First Dreamer: The Musical Prequel to Golem  (por Highwire Games) - Compositor[33]

## Coleções
A música de O'Donnell foi empacotada em várias coleções de trilhas sonoras. Para a música de Halo, ele criou arranjos "congelados" que representavam uma aproximação de um play-through dos jogos. A Halo Original Soundtrack vendeu mais de 40.000 cópias, e foi seguida por dois lançamentos diferentes da música para Halo 2. Os dois volumes da Halo 2 Original Soundtrack foram produzidos por Nile Rodgers, com o primeiro álbum sendo lançado em sincronia com o jogo eletrônico em 2004 e se tornou a trilha sonora mais vendida de todos os tempos nos Estados Unidos. O segundo álbum foi lançado mais de um ano após a trilha sonora ter sido mixada e masterizada.
A Halo 3 Original Soundtrack foi lançada em novembro de 2007, e contou com uma contribuição de fã que foi o vencedor selecionado de um conjunto de inscrições julgadas por O'Donnell, Rodgers e outros. Todo o seu trabalho na série foi reempacotado como Halo Trilogy - The Complete Original Soundtracks em dezembro de 2008, junto com as faixas de prévia escritas pelo compositor de Halo Wars, Stephen Rippy. A música para Halo 3: ODST foi lançada como um conjunto de dois discos para coincidir com o lançamento do jogo em 22 de setembro de 2009. Trilha sonora de Reach estava disponível em formato digital no mesmo dia que o lançamento do jogo em 14 de setembro de 2010; a trilha sonora física de dois discos foi lançada em 28 de setembro de 2010.
Em 26 de setembro de 2014, a trilha sonora de O'Donnell para a primeira parcela da franquia Destiny da Bungie foi lançada, pouco antes de sua demissão da empresa.

## Composição

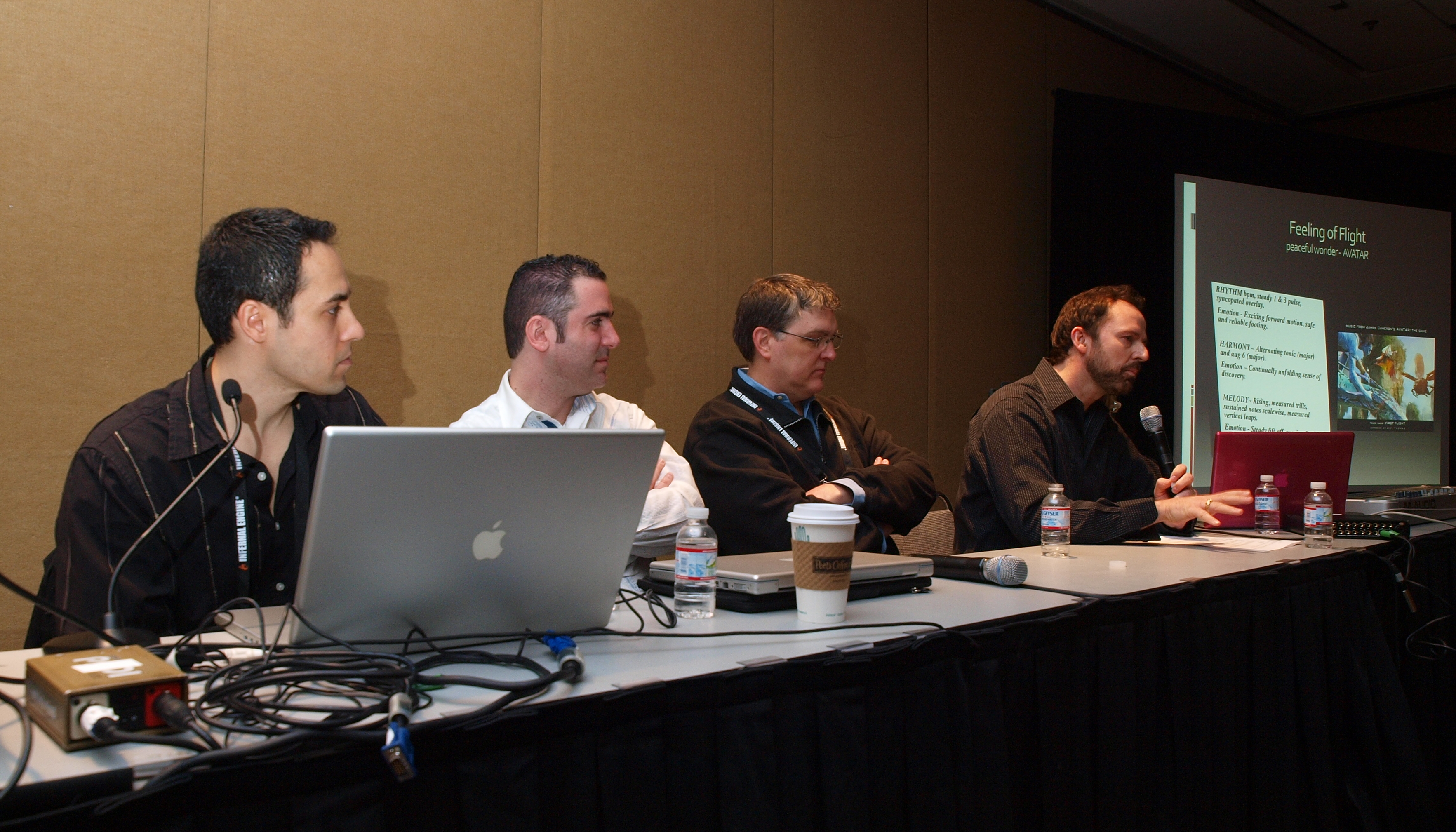
O'Donnell (segundo da direita) na Game Developers Conference 2010 fala sobre "The Musical Recipe of Emotion".

O'Donnell usava um computador Apple Macintosh para composição. Em uma entrevista, ele desejou que seu software fosse facilmente atualizado para revisões mais recentes; "nos últimos vinte anos de tecnologia, toda vez que uma 'nova' versão de alguma coisa sai, a velha versão é destruída e me vejo incapaz de fazer algo de que eu dependia", disse ele. Martin estava envolvido na implementação de sua música, bem como na composição, e era o líder de áudio da Bungie. Ele compôs na Bungie de uma sala à prova de som no canto do escritório da Bungie, apelidada de "Ivory Tower".
Martin disse em uma entrevista que acha que um problema com os jogos é aquele que toca música sem parar, que ele sente prejudicar o impacto geral. Compositores são forçados a escrever música ambiente, diz ele, ou música muito leve que não seja emocionalmente motivada, o que ele disse ser um prejuízo. Ele prefere escrever músicas no final do ciclo de desenvolvimento, porque prefere marcar o tempo final para coisas como mudanças de cinemáticas e jogabilidade. O'Donnell credita parte do sucesso do tema de Halo ao seu histórico de escrever jingles. Para essa música, ele teve que se certificar de que poderia escrever músicas que "entrariam na cabeça das pessoas" depois de 15 a 30 segundos. O'Donnell incentivou a Bungie a gastar dinheiro na contratação de cantores e músicos para gravar o tema antes da Macworld, como forma de apresentar uma exibição forte.
Entre os compositores de jogos eletrônicos que ele admira estão Jeremy Soule, Jason Hayes, Koji Kondo e Nobuo Uematsu, mas O'Donnell observa que ele é mais velho do que a maioria dos compositores de jogos e que não foi diretamente influenciado por eles. Em vez disso, a música clássica de Beethoven, Brahms e Barber e grupos de rock progressivo como Jethro Tull e Genesis formaram o gosto e a obra de Martin.
Além da composição, O'Donnell também organiza seu trabalho. Ele criou um arranjo especial que foi usado para um segmento de Halo 3 da Video Games Live em Londres, após o qual ele apareceu. Ele também apareceu com e sem Salvatori em outros shows apresentando sua música, incluindo mais tarde os tours Video Games Live e Play! A Video Game Symphony.

## Vida pessoal
O'Donnell é casado há mais de 30 anos com sua esposa, Marcie, e tem duas filhas, Alison e Christine. Suas filhas faziam parte de um coro para o jingle do comercial de Flintstones Chewable Vitamins que ele compôs. Seu pai, Bob O'Donnell, fez o trabalho de voz para Myth como o "Surly Dwarf", bem como "The Prophet of Objection" em Halo 2.
Martin é um autodescrito conservador político, e os colegas de trabalho da Bungie o descreveram como o funcionário mais adequado à empresa.
Apesar de seu extenso trabalho com a Bungie, ele permaneceu co-proprietário e presidente da TotalAudio.